# Габриеля Балицка-Ивановска
Габриеля Балѝцка-Ивано̀вска (на полски: Gabriela Balicka-Iwanowska) е полска ботаничка и политик, депутатка в Законодателния Сейм (1919 – 1922), както и в Сейма I, II и III мандат (1922 – 1935), член на Народно-националния съюз, Националната партия и Националната организация на жените.

## Трудове
- Contribution a l’étude ana‑tomique et systématique du genre Iris et des genres voisins (1893) – докторска дисертация
- Contribution a l’étude du sac embryonnaire chez certain Gamopetales (1899)
- O rozkładzie i odtwarzaniu ma‑teryi białkowatych u roślin (1903)
- Przyczynek do poznania fizyologicznej roli kwasu fosforowego w żywieniu się roślin (1906)